# Reginenortbrücke
Die Reginenortbrücke war eine Eisenbahn- und Fußgängerbrücke der Hamburger Hafenbahn im Hamburger Stadtteil Veddel. Die Brücke führte über den Müggenburger Kanal und stand unter Denkmalschutz. Das Stahlfachwerk der 82,6 m langen Brücke war mit sogenannten „Häselerträgern“ bzw. K-Fachwerk ausgeführt. Der Name der Brücke leitete sich von der Bezeichnung für die Gegend Reginenort ab, deren genaue Lage nicht mehr bekannt ist.
Die Reginenortbrücke wurde um 1905 vom Düsseldorfer Brücken- und Anlagenbauunternehmen Hein, Lehmann & Co. erbaut. Die Brücke war von der Behörde für Kultur und Medien als Kulturdenkmal mit der Nummer 13773 in der Liste der Kulturdenkmäler verzeichnet. Sie stand zudem mit dem umgebenden Mauerwerk und den Uferbefestigungen entlang des Müggenburger Kanals sowie den Kaianlagen im Bereich der Einmündung des Peutekanals und der nahegelegene Beesenlandbrücke als Ensemble mit der Nummer 44456 unter Denkmalschutz. Im Jahr 2021 wurden beide Brücken angesichts des geplanten Abrisses aus der Hamburger Denkmalliste entfernt.

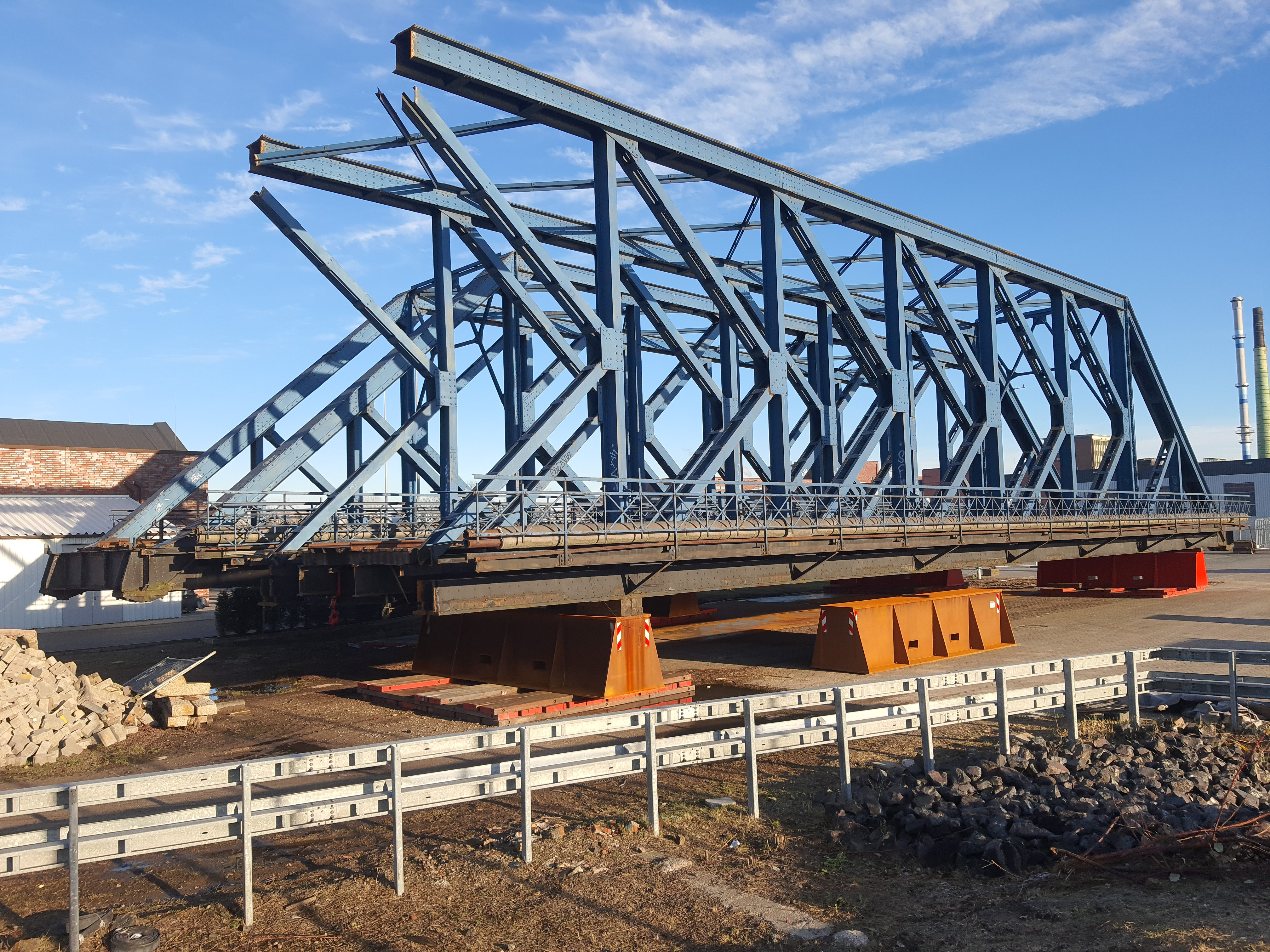
Die Reste der Reginenortbrücke (2024)

Die über die Brücke verlaufende Bahnstrecke der Hamburger Hafenbahn war seit Beginn der 2010er Jahre nicht mehr in Betrieb. Entsprechend wurde die Reginenortbrücke – wie die nahegelegene Beesenlandbrücke auch – im Jahr 2009 stillgelegt. Zuletzt wurde die Brücke von Fußgängern genutzt, bis auch der Fußgängerweg aufgrund der Gefahren durch morsche Holzbohlen gesperrt wurde. Seit Mitte 2020 war auch das Betreten des Mittelteils der Brücke untersagt. Zeitweise setzte Sicherheitspersonal das Betretungsverbot durch. Die Hamburg Port Authority bemühte sich erfolglos um eine Übereignung der Brücke an interessierte Weiternutzer, was sich allerdings aufgrund der mit der Instandsetzung verbundenen Kosten zerschlug. Ab Ende der 2020er Jahre wurde der Rückbau der Brücke erwogen, ohne an dieser Stelle eine neue Brücke zu errichten. Im Jahr 2024 ergab eine Bauwerksprüfung die Einschätzung „Gefahr im Verzug“. Nach weiteren Bauwerksprüfungen wurde der ursprünglich für 2025 geplante Abriss der Brücke vorgezogen und die Brücke aufgrund von Einsturzgefahr Anfang November 2024 zurückgebaut.